# Блага, Василе
Василе Блага (рум. Vasile Blaga; род. 26 июля 1956) — румынский государственный и политический деятель. С 2011 по 2012 год являлся председателем Сената Румынии.

## Биография
Родился 26 июля 1956 года в Риени, жудец Бихор. В 1989 году в стране произошла Революция и Василе Блага начал свою политическую карьеру после падения коммунистического режима Николае Чаушеску. В 1990 году Василе Блага был избран в Палату депутатов Румынии от жудеца Бихор, а затем в 1993 году стал префектом Бихора. В 1996 году в стране прошли парламентские выборы, Василе Блага стал членом Сената Румынии от Демократической партии. Затем был переизбран на парламентских выборах 2004 года и был назначен министром администрации и внутренних дел Румынии.
В 2008 году Василе Блага был кандидатом на пост мэра Бухареста. Он занял второе место в первом туре выборов, проиграв независимому кандидату Сорину Опреску. Во втором туре получил поддержку Партии нового поколения, Национальной либеральной партии и Социал-демократической партии, но уступил Сорину Опреску. До 2014 года Василе Блага занимал должность председателя Демократической либеральной партии до ее распада летом 2014 года, которая затем была реорганизована в Национальную либеральную партию, где он стал сопредседателем вместе с Алиной Горгиу. 28 сентября 2016 года Василе Благе было предъявлено обвинение румынскими властями в коррупции и он объявил о своей отставке с должности сопредседателя партии, хотя Василе и утверждал, что он невиновен.